# الصراع بين العمل والحياة الأسرية
الصراع بين العمل والحياة الأسرية هو «أحد أشكال الصراع بين الأدوار حيث تكون ضغوط أحد الأدوار في العمل والحياة الأسرية غير متوافقة مع بعضها البعض في بعض النواحي. ذلك أن المشاركة في دور العمل (الأسرة) يكون أصعب نتيجة المشاركة في دور الأسرة (العمل)» (Greenhaus و Beutell, 1985, صفحة  77). ومن هنا يحدث الصراع حيثما يكون تداخل العمل والحياة الأسرية. ويشكل هذا الصراع بين العمل والأسرة أمرًا مهمًا بالنسبة للمؤسسات والأشخاص نظرًا لارتباطه بنتائج سلبية. فعلى سبيل المثال، يرتبط الصراع بين العمل والحياة الأسرية بزيادة نسبة التغيب وزيادة معدل دوران القوة العاملة، وانخفاض الأداء[ ؟ ]، وضعف الصحة البدنية والصحة النفسية.
فهناك رابطة متينة بين الأسر.
من الناحية النظرية يكون الصراع بين العمل والحياة الأسرية ثنائي الاتجاه. ويميز الكثير من الباحثين بين ما يسمى الصراع بين العمل والحياة الأسرية وما يسمى الصراع بين الحياة الأسرية والعمل. حيث يحدث الصراع بين العمل والحياة الأسرية عندما تتداخل تجارب العمل مع الحياة الأسرية، مثل ساعات العمل الطويلة أو غير المنتظمة أو غير المرنة، وزيادة أعباء العمل وغير ذلك من أشكال ضغط العمل والصراعات بين الأشخاص في العمل والسفر لفترات طويلة وتنقلات الوظائف ووجود مشرف غير متعاون أو العمل في مؤسسة غير داعمة. فعلى سبيل المثال، قد يمنع عقد اجتماع طارئ في وقت متأخر من اليوم الأب من أخذ أطفاله من المدرسة. ويحدث الصراع بين الحياة الأسرية والعمل عندما تتداخل تجارب الحياة الأسرية مع الحياة العملية مثل وجود أطفال صغار وتحمل مسؤولية أساسية عن الأطفال وتحمل مسؤوليات رعاية شخص مسن والصراع بين الأشخاص داخل الأسرة ووجود أعضاء غير داعمين داخل الأسرة. فعلى سبيل المثال، قد يحصل الأب على إجازة من العمل من أجل رعاية طفل مريض. وعلى الرغم من أن نمطي الصراع من تداخل العمل والحياة الأسرية وتداخل الحياة الأسرية مع العمل يرتبطان ارتباطًا وثيقًا ببعضهما البعض، فهناك المزيد من الاهتمام بنمط الصراع بين العمل والحياة الأسرية عن النمط الآخر. ويرجع هذا إلى أنه من الأسهل تحديد متطلبات العمل، بمعنى أن حدود ومسؤوليات دور الحياة الأسرية أكثر اتساعًا من حدود ومسؤوليات دور العمل. أضف إلى ذلك، وجدت الأبحاث أن احتمالية تداخل أدوار العمل مع أدوار الحياة الأسرية تزيد عن احتمالية تداخل أدوار الحياة الأسرية مع أدوار العمل. ويرجع هذا بشكل كبير إلى الفكرة التي أطلقت عليها «أرلي راسل هوشسشيلد» اسم «العامل المثالي». وتشير هوشسشيلد بذكاء شديد إلى أن صورة «العامل المثالي» في مخيلة أصحاب الأعمال ترتكز حقيقةً على بعض الافتراضات غير الواقعية عن كيفية سير الحياة الأسرية. فيتوقع الكثير من أصحاب الأعمال أن الموظفين أرباب الأسر لديهم من يقوم بجميع الأعباء في المنزل ولا يثقل كاهلهم بأية مسؤوليات. وعلى الرغم من حقيقة أن معظم العائلات الأمريكية يعمل فيها الأب والأم ويدران دخلاً على الأسرة، فلا تزال صورة «العامل المثالي» هي الشائعة وتسبب صراعًا بين العمل والحياة الأسرية من خلال وضع الكثير من الأعباء على كاهل الأبوين العاملين.
من الممكن أن يحدث صراع بين العمل والحياة الأسرية والعائلية. بيد أن إدمان العمل من الممكن أن يسبب آثارًا عكسية على علاقة المرء بزوجه. فإدمان العمل هو «صفة مميزة للشخص تشير إلى مطالب يفرضها المرء على نفسه والإفراط في العمل بشكل قهري وعدم القدرة على تنظيم عادات العمل وزيادة الانغماس في العمل بحيث يتم استبعاد معظم أنشطة الحياة الأخرى (روبنسون، 1997).» فقد يؤثر إدمان العمل على حياة المرء الخاصة فهو ينطوي على استثناء الأنشطة الأخرى ومن بينها قضاء الوقت مع الزوجة وهو أمر ضروري لأية علاقة صحية وسعيدة. وعندما يكون هناك توتر في العلاقة نتيجة كون أحد الزوجين مدمنًا للعمل، قد يصبح كلا الزوجان مضغوطًا وأقل دعمًا لبعضهما البعض مما قد يؤدي بهما إلى سلوكيات سلبية. فالأشخاص الذي يعملون إلى حد تداخل العمل مع بقية حياته، يميلون إلى إدراك أن خلفية التواصل القوية مع أسرهم ليست على ما يرام. كما يميل هؤلاء الأشخاص إلى استيعاب أسرهم باعتبار أن لهم أدوارًا أسرية غير محددة المعالم تمامًا كما يريدونها أن تكون. إن إدمان العمل ليس الآلية الوحيدة التي قد تكون أحد عوامل الصراعات بين العمل والحياة الأسرية. فالأسرة بمفردها لها متطلبات تكفي الشخص، ولكن في الألفية الجديدة وبينما يعمل أكثر من شخص لإعالة الأسرة، فإن متطلبات إقامة حياة أسرية والحفاظ على الوظيفة أو العمل متطلبات هائلة.
يمكن العمل على تقليص الصراع بين العمل والحياة الأسرية من خلال وضع سياسات تهتم بالأسرة في محل العمل. فقد تضم بعض السياسات استخدام سياسة العمل عن بُعد أو عبر الإنترنت بحيث يمكن أن يعمل الموظفون من منازلهم، وسياسات مرونة أوقات العمل بحيث يمكن أن يتحكم الموظفون في جدول أعمالهم.
ويمكن أيضًا تقليص الصراع بين الحياة الأسرية والعمل بوضع سياسات تهتم بالأسرة في بيئة العمل. ومن أشكال هذه السياسات الحصول على إجازة وضع وإجازة والدية وإجازة رعاية طفل وإجازة مرضية، مع توفير خيارات رعاية طفل سواء بإقامة مركز لرعاية الأطفال داخل مقر العمل أو بالإحالة إلى مراكز رعاية طفل قريبة أو بمنح علاوة مادية لرعاية الطفل للأسر التي يذهب أطفالها إلى مراكز لرعاية الأطفال، هذا إلى جانب التأمين الصحي.
ولكي تؤتي تلك السياسات ثمارها عليك أن تتأكد من أن المديرين والمشرفين العاملين معك يدعمون تلك السياسات ويسمحون للموظفين بالاستفادة منها.

## أنواع الصراع بين العمل والحياة الأسرية
لقد تم تمييز ثلاثة أنواع للصراع بين العمل والحياة الأسرية: صراع قائم على الوقت وصراع قائم على الضغوط وصراع قائم على السلوكيات (انظر أدناه).
1. صراع قائم على الوقت - متطلبات زمنية متصارعة بين أدوار العمل والأسرة
2. صراع قائم على الضغوط - ضغوط في دور الشخص تعيق أداءه في الدور الثاني
3. صراع قائم على السلوكيات - تناقض السلوكيات الضرورية لكلا الدورين

## كيف تُعالج الصراعات بين العمل والحياة الأسرية؟
انظر التوازن بين العمل والحياة الأسرية في الولايات المتحدة
بفضل التقدم التقني أصبح بإمكان من يعملون خارج المنزل ويرتبطون بمواعيد كثيرة أن يجدوا طريقة للتواصل مع أسرهم عندما لا يمكنهم الحضور معهم بأنفسهم. فالهواتف الخلوية والإنترنت اللاسلكي والأدوات الذكية مثل البلاك بيري جعلت أفراد الأسرة والأحباء قاب قوسين أو أدنى ممن هم في أعمالهم. «لقد منحهم التقدم التقني اليد العليا ووفر لهم تحكمًا غير مسبوق وقدرة على الإبداع في إقامة التوازن الحرج بين العمل والحياة الأسرية» (تمبل 2009).
عندما يكون أحد أفراد الأسرة هو المسؤول عن رعاية والده المسن أو أحد أقاربه، فقد يحدث صراع في العمل وفي المنزل مما يؤدي به إلى الاكتئاب. ولكن قد ينعم المرء براحة البال عند توفير نظام تنبيه طبي ونظام أمان في المنزل، وبهذا تهدأ الضغوط ونحافظ على استقلالية الشخص المسن.